# مارسيو ميراندا فريتاس روتشا دا سيلفا
مارسينهو ميريندا دا سيلفا لاعب كرة قدم برازيلي من مواليد 20 مارس 1981 في سانتوس في البرازيل لعب لكثير من الاندية البرازلية اشرها انتر ناسيوانل وبالميراس وانتقل في 2010 إلى نادي الاهلي السعودي إلى جانب البرازيلي الآخر فيكتور سيموس واستطاع ان يختم مسيرته مع الاهلي السعودي ببطولة كاس خادم الحرمين الشريفين.

## وصلات خارجية
- مارسيو ميراندا فريتاس روتشا دا سيلفا على موقع رابطة كرة القدم اليابانية للمحترفين (اليابانية)
- مارسيو ميراندا فريتاس روتشا دا سيلفا على موقع قاعدة بيانات كرة القدم.إي يو (الإنجليزية)
- مارسيو ميراندا فريتاس روتشا دا سيلفا على موقع قاعدة بيانات كرة القدم.إي يو (الإنجليزية)
- مارسيو ميراندا فريتاس روتشا دا سيلفا على موقع ناشيونال فوتبول تيمز (الإنجليزية)
- مارسيو ميراندا فريتاس روتشا دا سيلفا على موقع Soccerway.com (الإنجليزية)
- مارسيو ميراندا فريتاس روتشا دا سيلفا على موقع عالم كرة القدم.نت (الإنجليزية)